# Rudolf Mynzak
Rudolf Mynzak (ur. 13 września 1920, zm. 27 maja 1947 w Landsberg am Lech) – zbrodniarz hitlerowski, członek załogi obozu koncentracyjnego Mauthausen-Gusen i SS-Rottenführer.
Członek Waffen-SS od 27 listopada 1939. Należał do załogi obozu Mauthausen od stycznia 1941 do kwietnia 1943. Pełnił funkcję strażnika w kompanii karnej i kierownika komanda więźniarskiego. Mynzak brał udział w egzekucji około 400 więźniów różnych narodowości. Zostali oni zamordowani strzałem w tył głowy. Znęcał się również nad podległymi mu więźniami.
Mynzak został skazany w procesie załogi Mauthausen-Gusen (US vs. Johann Altfuldisch i inni) przez amerykański Trybunał Wojskowy w Dachau na karę śmierci. Wyrok wykonano przez powieszenie w więzieniu Landsberg 27 maja 1947.